# Chloë Fox
Chloë Fox (* 22. Februar 1971 in Adelaide, Australien) ist eine australische Politikerin.

## Biografie
Chloë Fox kam 1971 als Tochter von Malclom und Mem Fox in Adelaide zur Welt. Nach ihrer Schulzeit am Cabra College erwarb Fox den Bachelor of Arts und das Graduate Diploma in Erziehungswissenschaft an der Adelaide University sowie einen Master of Arts der Londoner City University.
Für einige Jahre arbeitete Fox als Journalistin in ihrer Heimatstadt und war anschließend von 1997 bis 2001 in Frankreich ansässig, wo sie unter anderem für die UNESCO tätig war. Danach kehrte sie als Lehrerin nach Adelaide zurück.
Seit ihrem 14. Lebensjahr engagierte sich Fox politisch und trat der Australian Labor Party bei. Bei den südaustralischen Parlamentswahlen am 18. März 2006 kandidierte sie im Wahlbezirk Bright und wurde ins Abgeordnetenhaus gewählt. Im März 2009 wurde sie zur Parlamentssekretärin gewählt.
Chloe Fox ist alleinerziehende Mutter eines Sohnes.